# Flik 22
La Fliegerkompanie 22 (abbreviata in Flik 22) era una delle squadriglie della Kaiserliche und Königliche Luftfahrtruppen.

## Storia

### Prima guerra mondiale
La squadriglia fu creata all'inizio del 1916, durante la prima guerra mondiale e, dopo l'addestramento, il 15 marzo, da Fischamend al fronte orientale di Michałowo. Nel luglio 1917, l'aviazione fu riorganizzata e l'unità ricevette compiti di divisione (Divisions-Kompanie, Flik 22D). Dopo la resa dei russi, fu diretta al fronte italiano e, nel giugno 1918, prese parte all'offensiva della Battaglia del Solstizio inquadrata nell'Armata dell'Isonzo.
Il 15 agosto Mario Fucini della 78ª Squadriglia fu insignito di una seconda Medaglia d'argento al valor militare, conseguendo l'ultima vittoria il giorno 27 ottobre abbattendo l'Ufag C.I 161.107 appartenente alla Flik 22/D su Mandre.
Nel settembre 1918, quando fu riorganizzata, riceve compiti di Corpo (Korps-Kompanie, Flik 22K).
Al 15 ottobre è a Corbolone con 2 Hansa-Brandenburg C.I e 2 Ufag C.I.
Dopo la guerra, l'intera aviazione austriaca fu liquidata.